# Ralf Schmitt (Fußballspieler, 1977)
Ralf Schmitt (* 21. Januar 1977 in Speyer) ist ein ehemaliger deutscher Fußballspieler und heutiger -Trainer.

## Spielerkarriere
Er begann seine Laufbahn beim VfR Speyer und wechselte dann zum FV Speyer, für den er bis 2000 in der Verbandsliga Südwest spielte. Von dort ging Schmitt für zwei Spielzeiten zu Eintracht Frankfurt, wo er allerdings hauptsächlich in der zweiten Mannschaft zum Einsatz kam. Seinen einzigen Einsatz in der 1. Bundesliga erhielt Schmitt am 29. Spieltag der Saison 2000/01 bei einer Auswärtsniederlage der Eintracht in Kaiserslautern. Nach seinem Wechsel zu Wormatia Worms im Jahre 2002 machte er durch seine guten Leistungen bei den Rheinhessen auf sich aufmerksam. Zwar verpassten die Wormser als Tabellendritter den Aufstieg aus der Oberliga Südwest, aber Schmitt konnte 19 Treffer in 26 Spielen erzielen und geriet so in das Blickfeld des Karlsruher SC. Die Karlsruher verpflichteten Schmitt zur Saison 2003/04 und dort konnte er direkt am 1. Spieltag als Einwechselspieler den Treffer zum 2:3-Endstand gegen den 1. FC Nürnberg erzielen. Dieses Tor bei seinem Zweitligadebüt blieb allerdings auch sein einziger Treffer in der 2. Bundesliga. Schlussendlich konnte sich Schmitt nicht in Karlsruhes erster Mannschaft durchsetzen und im Sommer 2004 wechselte der Speyerer in die Regionalliga Süd zum FC Nöttingen. Dort blieb Schmitt allerdings nur ein halbes Jahr. In der Winterpause der Saison 2004/05 wechselte er innerhalb der Regionalliga Süd zu den Sportfreunden aus Siegen, mit denen ihm am Saisonende der Aufstieg in die 2. Bundesliga gelang. Weitere Einsätze konnte er dort dann aber nicht verbuchen, stattdessen kam er sporadisch in der Oberligareserve der Siegerländer zum Zuge. Im Januar 2006 wechselte er zur zweiten Mannschaft des TSV 1860 München. Nach der Saison 2007/08 wurde dort sein Vertrag aufgrund seiner Verletzungsanfälligkeit nicht mehr verlängert. Da er jedoch keinen neuen Verein fand, nahm er weiterhin am Training teil, um sich fit zu halten. Im Oktober 2008 nahmen ihn die Sechzger erneut – vorläufig bis zur Winterpause – unter Vertrag. Schmitt kam am achten Spieltag der Regionalliga Süd gegen Unterhaching II zum ersten Saisoneinsatz und erzielte in diesem Spiel auch den ersten Heimtreffer für 1860 II seit über sechs Monaten. Während dieser Saison machte Schmitt auch den Trainerschein, um nach seiner aktiven Karriere als Jugendtrainer arbeiten zu können. Schmitts Vertrag bei den Löwen wurde im Winter 2008/09 nicht mehr verlängert und daraufhin wechselte der Stürmer zurück in seine Speyerer Heimat. Er schloss sich dem FV Speyer an, der im Sommer 2009 durch eine Fusion mit dem VfR Speyer zum FC Speyer 09 wurde. Zur Saison 2011/12 schaffte Schmitt mit dem FC Speyer 09 den Aufstieg in die siebtklassige Landesliga, im Januar 2013 beendete er seine Spielerkarriere.
Zur Saison 2013/14 wurde er Co-Trainer des Oberligisten TuS Mechtersheim.